# Azeótropo
Azeótropo é uma mistura de duas ou mais substâncias que, a uma certa composição, possui um ponto de ebulição constante e fixo, como se fosse uma substância pura, não podendo, por isso, seus componentes serem separados por processo de destilação simples

## Princípio
Misturas comuns não têm ponto de ebulição constante, mas sim uma faixa de temperaturas na qual ocorre a mudança de fase, e nesse sentido o azeótropo é diferente, pois seu ponto de ebulição é fixo.
Este pode ferver a uma temperatura inferior, intermediária ou superior às temperaturas dos componentes da mistura quando puros. Quando é inferior, chama-se azeótropo de mínimo ponto de ebulição ou azeótropo positivo. Quando é superior, azeótropo de máximo ponto de ebulição ou azeótropo negativo. Isto se deve por desvios da lei de Raoult, que ocorrem por causa das fortes forças de atração entre as moléculas do composto. No desvio negativo, a atração entre moléculas diferentes são mais fracas do que nas iguais, e no positivo, a força de atração das moléculas dos componentes são mais fortes do que entre moléculas idênticas.
Outra característica de um azeótropo é que a composição do líquido azeótropo e do vapor em equilíbrio com tal líquido é a mesma. Por exemplo, se um azeótropo é composto de duas substâncias, A e B, com proporções respectivas de 60% e 40%, quando vaporizado resulta em um vapor com os mesmos 60% de A e 40% de B.
Um exemplo comum de azeótropo é a mistura de álcool etílico a 95% e água. O ponto de ebulição desse azeótropo é de 78,2 °C. Compare com os pontos de ebulição da água e do álcool etílico puros:
| Substância                  | Ponto de ebulição (°C) |
| Água pura                   | 100                    |
| Álcool etílico puro         | 78,4                   |
| Álcool etílico (95%) / água | 78,2                   |

A maior parte dos azeótropos são azeótropos de mínimo, formado geralmente por substâncias imiscíveis.
Na figura acima, existem diagramas T-x de três misturas binárias. O gráfico à esquerda é de uma mistura ideal de A e B, sem formação de azeótropo, com as linhas de líquido e vapor saturados variando desde a temperatura de ebulição de A, a mais baixa, até a de B, a mais alta. O gráfico central é de uma mistura binária de C e D que forma um azeótropo de mínimo. Veja que a temperatura no azeótropo é menor do que as temperaturas de ebulição de C e de D quando puros. O gráfico à direita é de uma mistura binária E e F que forma um azeótropo de máximo. A temperatura no azeótropo é maior do que as temperaturas de ebulição de E e F quando puros.

## Quebra do azeótropo
Quando, por meio de técnicas especiais, consegue-se a purificação de um azeótropo, chama-se tal fato de quebra do azeótropo. Um azeótropo não pode ser purificado por destilação comum.

## Exemplos
- Ácido nítrico (68,4%) / água, ferve a 122 °C
- Ácido perclórico (27,4%) / água, ferve a 203 °C (azeótropo negativo)
- Ácido fluorídrico (35,6%) / água, ferve a 111,35 °C (azeótropo negativo)
- Etanol (95%) / água, ferve a 78,2 °C
- Ácido sulfúrico (98,3%) / água, ferve a 336 °C
- Acetona / metanol / clorofórmio formam um azeótropo intermediário
- Acetona (20%) / clorofórmio, ferve a 64,7 °C (azeótropo positivo)